# Jean IV d'Auxy
Jean IV d'Auxy, (fin XIVe siècle-1474), est un militaire et homme politique du XVe siècle. Membre de la famille d'Auxy qui tire son nom d'Auxi-le-Château (province de l'Artois, département actuel du Pas-de-Calais), il s'illustre en servant les ducs de Bourgogne, Philippe le Bon, qui le fait chevalier de la Toison d'or et Charles le Téméraire, dont il fut un des deux gouverneurs ou précepteurs. Il multiplie les titres et fonctions à leur service, tout en étant également distingué par le roi de France qui le nomme maître des arbalétriers.

## Biographie
Jean IV d'Auxy est le troisième fils de David d'Auxy, conseiller et chambellan de Charles VI, ayant participé à l'expédition du roi en Flandre en 1383 (croisade d'Henri le Despenser), assisté aux funérailles du comte de Flandre Louis de Male en l'église Saint-Pierre de Lille en 1384, et trouvé la mort lors de la bataille d'Azincourt en 1415, où Charles VI l'avait fait chevalier, et de Marguerite de la Trémoille, fille de Guillaume et de Marie de Mello (maison de la Trémoille).
Jean IV d'Auxy est ber (ber pourrait signifier pair ou baron) d'Auxy. Il est seigneur de Fontaine-sur-Somme, de Fumechon, (ou Famechon), etc. Il récupère ces seigneuries à la mort de son frère Jacques en 1422. Jacques, décédé sans héritiers, avait lui-même succédé à son frère Philippe, sire et ber d'Auxy, seigneur de Dompierre et d'Estouyes, mort de contagion à Paris en 1418. Jacques accompagna le duc de Bourgogne lors de la bataille de Mons-en-Vimeu en 1421, épisode de la guerre civile Armagnacs- Bourguignons.
Son château d'Auxy ayant été brûlé et détruit par les Anglais vers 1446, Jean IV d'Auxy le fait reconstruire, grâce à une aide financière reçue de Philippe le Bon.
Le 14 février 1467, Jean IV d'Auxy reçoit le château de Fallaix.
Grâce aux différentes fonctions exercées, Jean IV d'Auxy jouit d'une fortune considérable et rassemble autour de lui une cour quasi princière; il organise dans son château d'Auxy des fêtes somptueuses en l'honneur de ses suzerains Philippe le Bon et Charles le Téméraire. La biographie nationale de Belgique le dit « très riche et fastueux ». Elle le dit également doué d'une belle éloquence, lui ayant servi à contribuer, avec d'autres, à rapprocher le duc Philippe et son fils Charles lors de tensions entre eux en 1464.
Comme ses protecteurs, Jean d'Auxy s'est constitué une belle bibliothèque : le maître de la Toison d'or de Vienne et de Copenhague réalise pour lui un exemplaire enluminé de La Légende dorée, conservé dans la bibliothèque de Mâcon.
Après la bataille de Grandson perdue par les Bourguignons, qui y ont laissé nombre de pièces d'artillerie, Jean d'Auxy offre au duc Charles un canon aux armes d'Auxy. Le canon a été utilisé lors de la bataille de Morat, elle aussi gagnée par les confédérés suisses (confédération des VIII cantons). En 1964, la pièce d'artillerie était conservée à Bâle.
Jean IV d'Auxy meurt le 15 août 1474, il est enterré à Armentières.
Il est le dernier descendant mâle de la lignée directe d'Auxy, laquelle va se poursuivre avec les enfants « bâtards d'Auxy», ou issus d'un second mariage, descendants de Jean IV.
La famille d'Auxy a pour armes : « Échiqueté d'or et de gueules ».
Un jeton aux armes de Jean IV d'Auxy est conservé à Paris.

## Carrière
Jean IV d'Auxy est armé chevalier le 29 juillet 1423, deux jours avant la bataille de Cravant.
En 1425, Philippe le Bon le nomme capitaine de Courtrai, puis en 1433, capitaine de Saint-Riquier et maître des eaux et forêts du comté de Ponthieu, nomination que le roi Charles VII confirme en 1438,. Une contestation va l'opposer en 1445 à Jean Crespin, seigneur de Mauny, à propos de cette maîtrise. Finalement, Jean IV d'Auxy le demeure  pour les terres du Ponthieu relevant du duc de Bourgogne.
Il aurait été un des négociateurs de la paix d'Arras (traité d'Arras), signée le 21 septembre 1435, par le roi de France Charles VII et le duc de Bourgogne.
En 1426, ou 1436, il reprend sur les Anglais la ville de Gamaches. Le duc de Bourgogne l'établit capitaine général des frontières de Picardie et du Ponthieu. Il reprend la ville et le château du Crotoy en 1437,. Il reçoit cette même année du duc les titres de capitaine de Thérouanne, et de maître des eaux et forêts d'Artois.
En 1440, Jean IV d'Auxy monte une expédition avec le seigneur d'Airaines, un membre de la maison de Rambures, et un membre de la famille de La Hire. Partis d'Abbeville, ils tentent de prendre Harfleur, aux mains des Anglais, mais ne remplissent pas leur objectif.
Toujours en 1440, le duc de Bourgogne nomme Jean IV d'Auxy, gouverneur ou chambellan et garde de la personne de son fils, le comte de Charolais, futur Charles le Téméraire. Jean IV d'Auxy a la charge de la formation physique du prince, il lui apprend le maniement des armes, la discipline militaire, l'adresse aux jeux sportifs, la robustesse physique du futur duc étant le produit de cette éducation. Il a été dit qu'il a réussi dans cette mission, son élève « ayant été rendu doux et courtois, travailleur, instruit et maître de soi » selon Prosper de Barante. En récompense, Jean d'Auxy reçoit du duc de Bourgogne deux mille francs.
Jean IV d'Auxy va ensuite enchaîner et cumuler les fonctions et titres prestigieux et de confiance : en 1442, capitaine d'Abbeville, il prête serment le 20 septembre, il porte le titre de sénéchal de Ponthieu, avec l'autorisation de déléguer et de faire exercer les fonctions par les personnes de son choix, ce qui fait de lui une « sorte de vice-roi ».
En 1445, Philippe le Bon le nomme chevalier de la Toison d'Or. Le duc le retient dans son hôtel en 1446 et lui donne quatre cents livres de pension en dédommagement de son château d'Auxy, brûlé et démoli par les Anglais.
Jean IV d'Auxy est maître des eaux et forêts de Picardie, capitaine d'Oudenarde en 1450, capitainerie confirmée par le roi Charles VII en 1453, capitaine de Rupelmonde et premier chambellan du comte de Charolais en 1459. Il jouit de ce fait d'une pension de six cents livres tournois.
En 1461, Louis XI lui octroie deux mille livres de pension par lettres du 14 août, en tant que maître des arbalétriers de France. Du fait de ce titre, il fait partie de l'équipage qui accompagne à Reims les restes du roi Charles VII. Le roi le nomme son chambellan, et lui donne l'office de maître des eaux et forêts de Picardie et de Ponthieu avec la capitainerie d'Abbeville par lettres du 23 octobre 1463 et pouvoir d'occuper l'hôtel du roi à Abbeville le 23 février 1464. Le comte de Charolais lui confère de nouveau l'office de sénéchal et gouverneur du Ponthieu, avec la capitainerie d'Abbeville par lettres du 16 mai 1466. Le roi le confirme dans ces fonctions par lettres du 15 juin 1466, en y ajoutant le 1er août, le titre d'amiral sur les côtes de la rivière de Somme.
Dans les années suivantes, Jean IV d'Auxy est constamment retrouvé dans l'entourage du duc de Bourgogne. Il assiste au mariage de Charles le Téméraire avec Marguerite d'York, à Damme en 1468. Il avait emmené avec lui deux de ses fils nés hors mariage, ou d'une seconde union. Ils participèrent aux festivités organisées à cette occasion, telles que le « pas de l'Arbre d'Or », consistant en joutes successives : Antoine Ier d'Auxy, fondateur de la branche des seigneurs de la Tour, capitaine des archers de l'empereur Maximilien Ier, et Georges d'Auxy, maître d'hôtel du roi de France Louis XII et gouverneur du pays de Coucy.
Lorsque le roi Louis XI retrouve la possession des villes de la Somme, (il les avait engagées pour un montant de quatre cent mille écus d'or et les récupère après avoir remboursé), il nomme le sire d'Estouteville, (sans doute Robert VII d'Estouteville), capitaine d'Abbeville et sénéchal du Ponthieu, à la place de Jean IV d'Auxy. Celui-ci réoccupe ces fonctions rapidement : le traité de Conflans de 1465 rend ces villes au duc de Bourgogne qui restitue à Jean d'Auxy son rôle à Abbeville et dans le Ponthieu par lettres du 16 mai 1466. De plus, le seigneur d'Auxy se voit ajouter aux charges déjà occupées, celle de lieutenant général des bailliages d'Amiens, de Saint-Quentin, de Péronne, Montdidier et Roye.
En 1467, Jean IV d'Auxy se démet de sa capitainerie d'Audenarde, puis, le 29 octobre de la même année, de ses fonctions de premier chambellan du duc de Bourgogne.

## Titres
Olivier de La Marche le dit « moult honneste et sage chevalier ».
Finalement, Jean IV d'Auxy aura donc été distingué tant par les ducs de Bourgogne, Philippe le Bon et son fils Charles le Téméraire, que par le roi de France Louis XI. Il a notamment  porté les hautes distinctions et titres suivants :   
- maître des arbalétriers de France,
- sénéchal et gouverneur du comté de Ponthieu,
- capitaine d'Abbeville, de Courtrai, d'Audenarde,
- chevalier de la Toison d'Or,
- conseiller et chambellan du roi et du duc de Bourgogne, premier chambellan du comte de Charolais[7].

## Mariage et descendance
Jean IV d'Auxy avait épousé le 17 septembre 1447, par contrat, Jeanne de Flavy, dame de Bazentin, d'Averdoingt, fille de Jean, seigneur de Flavy, conseiller chambellan du duc de Bourgogne, et de Jeanne d'Antoing, dame de Maiserolles, et en eut deux filles :
- Isabeau d'Auxy, dame d'Auxy, épouse Philippe de Crèvecœur, maréchal de France, (maréchal d'Esquerdes), grand chambellan de France, fils de Jacques, et de Marguerite de la Trémoille. Philippe succède à son beau-père en tant sénéchal du Ponthieu et capitaine d'Abbeville. Isabeau meurt sans avoir eu d'enfants[1].
- Marie d'Auxy, héritière de tous les biens de la famille, épouse Jean V de Bruges, seigneur de la Gruuthuse, gouverneur de la Picardie[6].

Jean IV d'Auxy eut également plusieurs enfants naturels, ou nés d'une seconde union, de Félicie Le Merchant, ou Félice de Marchand, fille de messire Henri, seigneur de Brenerde en Gascogne selon une source, dont :
- Jean d'Auxy, créateur de la branche des seigneurs de Vareilles ou de Warelles en Hainaut[21] et de Boussois.
- Antoine Ier d'Auxy, à l'origine des seigneurs de La Tour, capitaine des archers du corps de l'empereur Maximilien Ier.
- Georges d'Auxy, maître d'hôtel du roi Louis XII[3], gouverneur du pays de Coucy[9], mort sans alliance[6].
- Marguerite d'Auxy, mariée par son père le 7 janvier 1462, à Charles Bonneteau, seigneur de Fetlus ou Feltus ou Festus près de Houdain, à qui Jean IV d'Auxy promit de se démettre en sa faveur de l'office de capitaine et prévôt de la Boissière près de Béthune[6].

## Armoiries
| Figure | Blasonnement                  |
|        | Echiqueté d'or et de gueules. |